# Médoïde
 (signalé en juin 2025).
Si vous disposez d'ouvrages ou d'articles de référence ou si vous connaissez des sites web de qualité traitant du thème abordé ici, merci de compléter l'article en donnant les références utiles à sa vérifiabilité et en les liant à la section « Notes et références ».
- Archive Wikiwix
- Bing
- Cairn
- DuckDuckGo
- E. Universalis
- Gallica
- Google
- G. Books
- G. News
- G. Scholar
- Persée
- Qwant
- (zh) Baidu
- (ru) Yandex
- (wd) trouver des œuvres sur Wikidata

En statistique, un médoïde est un élément représentatif d'un échantillon de données, défini comme celui dont la somme des dissimilarités est minimale. Contrairement aux moyennes ou aux centroïdes, les médoïdes font nécessairement partie des données, et sont donc utilisés dans les cas où les centroïdes ne peuvent pas être définis, comme par exemple dans les grands modèles de langage.

## Définition
Soit {\textstyle X:=\{x_{1},x_{2},\dots ,x_{n}\}} un ensemble de {\textstyle n} points d'un espace métrique avec pour fonction distance {\displaystyle d_{X}}. Un médoïde est donc défini par :
{\displaystyle x_{\text{medoid}}=\arg \min _{y\in X}\sum _{i=1}^{n}d_{X}(y,x_{i}).}